# Perophora hornelli
Perophora hornelli is een zakpijpensoort uit de familie van de Perophoridae. De wetenschappelijke naam van de soort is voor het eerst geldig gepubliceerd in 1906 door Herdman.